# Eurofurence

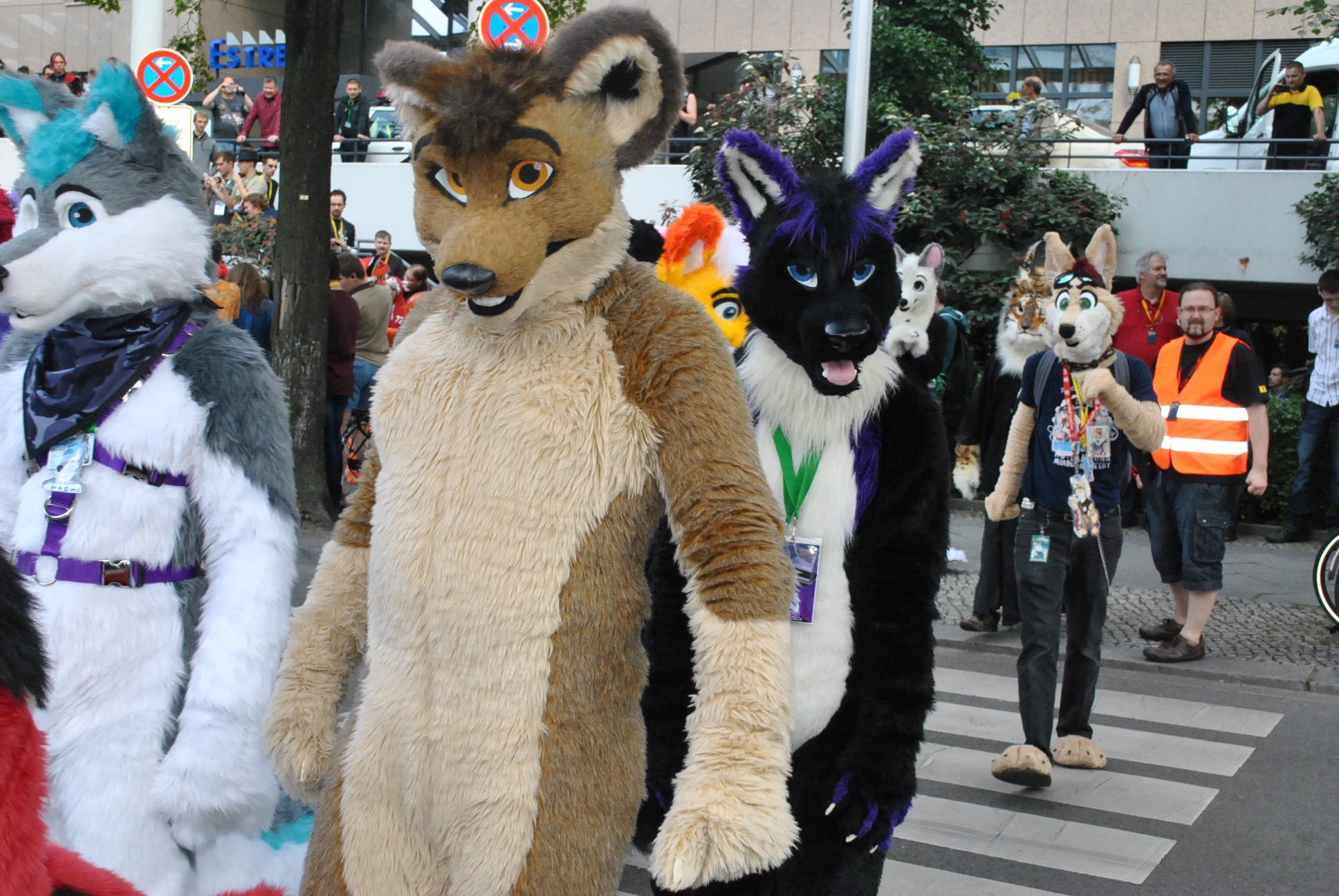
Fursuiters en la Eurofurence 2014.

Eurofurence es la convención furry más grande de Europa, que se celebra cada año. Se realizó por primera vez en 1995 como un encuentro privado entre 19 furries europeos que se conocieron por Internet. La asistencia comenzó a aumentar desde ese entonces; más de 400 personas concurrieron a Eurofurence 11 (llevada a cabo en Nürnberg, Bayern, Alemania en el 2005). Comúnmente, la convención se realiza en distintos lugares de Alemania, pero también en otros países, como Suecia, Holanda y la República Checa. El nombre de la convención deriva en parte a su contraparte estadounidense Confurence, enfatizando el origen europeo del encuentro.